# Raïm del Vinalopó
El Raïm de taula embutxacada Vinalopó és una denominació d'origen atorgada al raïm de taula produïda a la comarca del Vinalopó Mitjà, al País Valencià. El raïm s'embutxaca per protegir-lo de les agressions d'ocells, insectes, pesticides i de les inclemències meteorològiques, fet que retarda, a més, la maduració del raïm, la qual cosa permet la recol·lecció de la mateixa en dates més tardanes.

## Història
Encara que la denominació d'origen va ser creada el 24 de novembre de 1982 el cultiu del raïm és conegut a la vall del Vinalopó des de temps ancestrals i la primera referència a l'embutxacat del raïm es produeix a la localitat de Novelda el 1919.

## Zona geogràfica
La denominació empara la producció de raïm embutxacat en les següents localitats de la comarca del Vinalopó Mitjà:
Asp, el Fondó dels Frares, el Fondó de les Neus, Montfort, Novelda i la Romana, així com a la localitat d'Agost de la comarca de l'Alacantí.

## Varietats
La denominació protegeix la producció de dues varietats de raïm blanc, ideal i aledo. A més, es distingeixen dos tipus de rams:
- Categoria extra: Rams d'almenys dos-cents grams i sense cap tipus de defecte.
- Categoria primera: Rams d'almenys cent cinquanta grams amb alguna possible deformació del ram o defecte de coloració en els raïms.

## Nit de cap d'any
A Espanya és costum consumir un raïm embutxacat del Vinalopó per cadascuna de les dotze campanades amb les quals s'inicia l'any nou. Aquesta tradició va sorgir a causa de l'excés de producció de raïm embutxacat de l'any 1909. Els agricultors alacantins van tindre l'ocurrència d'associar el consum de raïm a l'entrada del nou any, fet que va esdevindre una tradició arrelada.